# Paepae

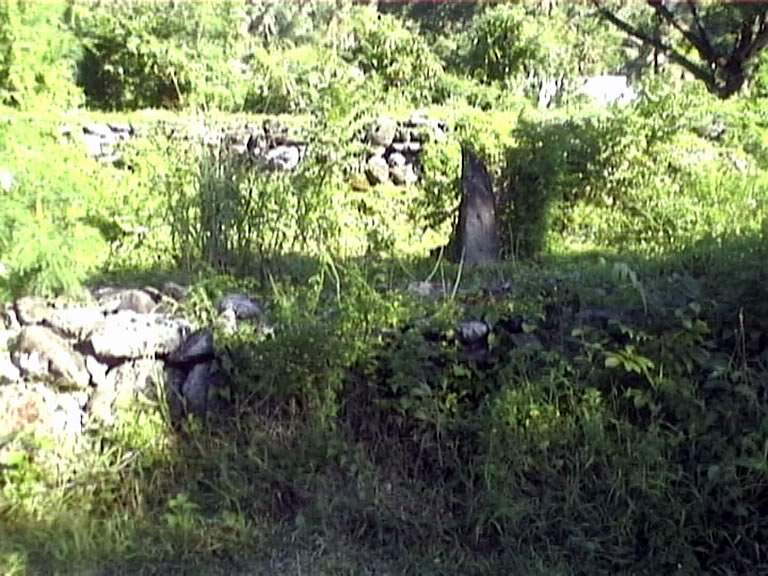
Paepae al koutu de Taputapuatea

Le paepae és una resta arqueològica comuna a la zona de la Polinèsia. Designa una àrea pavimentada de pedra volcànica o d'origen coral·lí que serví com a fonament d'edificis de fusta.
Aquestes construccions podien ser cases petites o estructures més grans utilitzades com a llocs de reunions i trobades. Es troben en gran nombre a les valls amb assentaments de la cultura polinèsia ètnica maorí. A vegades s'associa amb la tohua, una superfície àmplia pavimentada, on se celebraven esdeveniments i on hi havia les marae, santuaris tribals.
Les pedres que formen el perímetre de la zona pavimentada a vegades estan decorades amb petròglifs tallats en pedra. De dissenys variats, formes triangulars que recorden petxines, discos, un disc envoltat de línies (com el sol) i tortugues, són formes recurrents. Els paepae decorats són poc habituals i identifiquen construccions especials (caps de les cases, sacerdots o llocs de reunió tribals).